# Theo Helfrich
Theo Helfrich (n. 13 mai 1913 - d. 29 aprilie 1978) a fost un pilot german de Formula 1 care a evoluat în Campionatul Mondial între anii 1952 și 1954.
1. 1 2 3  Munzinger Sport[*] Verificați valoarea |titlelink= (ajutor);
2. 1 2  „Theo Helfrich”, Gemeinsame Normdatei, accesat în 21 decembrie 2022